# ZDHHC4
ZDHHC4 (англ. Zinc finger DHHC-type containing 4) – білок, який кодується однойменним геном, розташованим у людей на короткому плечі 7-ї хромосоми. Довжина поліпептидного ланцюга білка становить 344 амінокислот, а молекулярна маса — 39 787.
| 10         |  | 20         |  | 30         |  | 40         |  | 50         |
| ---------- |  | ---------- |  | ---------- |  | ---------- |  | ---------- |
| MDFLVLFLFY |  | LASVLMGLVL |  | ICVCSKTHSL |  | KGLARGGAQI |  | FSCIIPECLQ |
| RAVHGLLHYL |  | FHTRNHTFIV |  | LHLVLQGMVY |  | TEYTWEVFGY |  | CQELELSLHY |
| LLLPYLLLGV |  | NLFFFTLTCG |  | TNPGIITKAN |  | ELLFLHVYEF |  | DEVMFPKNVR |
| CSTCDLRKPA |  | RSKHCSVCNW |  | CVHRFDHHCV |  | WVNNCIGAWN |  | IRYFLIYVLT |
| LTASAATVAI |  | VSTTFLVHLV |  | VMSDLYQETY |  | IDDLGHLHVM |  | DTVFLIQYLF |
| LTFPRIVFML |  | GFVVVLSFLL |  | GGYLLFVLYL |  | AATNQTTNEW |  | YRGDWAWCQR |
| CPLVAWPPSA |  | EPQVHRNIHS |  | HGLRSNLQEI |  | FLPAFPCHER |  | KKQE       |

A: Аланін

C: Цистеїн

D: Аспарагінова кислота

E: Глутамінова кислота

F: Фенілаланін

G: Гліцин

H: Гістидин

I: Ізолейцин

K: Лізин

L: Лейцин

M: Метіонін

N: Аспарагін

P: Пролін

Q: Глутамін

R: Аргінін

S: Серин

T: Треонін

V: Валін

W: Триптофан

Кодований геном білок за функціями належить до трансфераз, ацилтрансфераз. 
Локалізований у мембрані.